# Morro Redondo
Morro Redondo là một đô thị thuộc bang Rio Grande do Sul, Brasil. Đô thị này có diện tích 244,643 km², dân số năm 2007 là 6199 người, mật độ 25,34 người/km².